# Asse de Moriez
Die Asse de Moriez ist ein Fluss in Frankreich, der im Département Alpes-de-Haute-Provence in der Region Provence-Alpes-Côte d’Azur verläuft. Sie entspringt im südlichen Gemeindegebiet von Moriez, entwässert in einer Schleife über Nord nach West und mündet nach rund 13 Kilometern im Gemeindegebiet von Barrême als linker Nebenfluss in die Asse de Clumanc, die etwa 200 Meter weiter auch die Asse de Blieux aufnimmt und ab dort lediglich Asse genannt wird. Der angrenzende Staatsforst trägt daher auch den Namen Forêt Domaniale des Trois Asses. Im Unterlauf wird der Fluss von der Bahnstrecke Nizza–Digne-les-Bains begleitet.

## Orte am Fluss
(Reihenfolge in Fließrichtung)
- Moriez
- Bouquet Haut, Gemeinde Moriez
- Gévaudan, Gemeinde Barrême
- L’Esterpau, Gemeinde Barrême